# Husseko Hayen

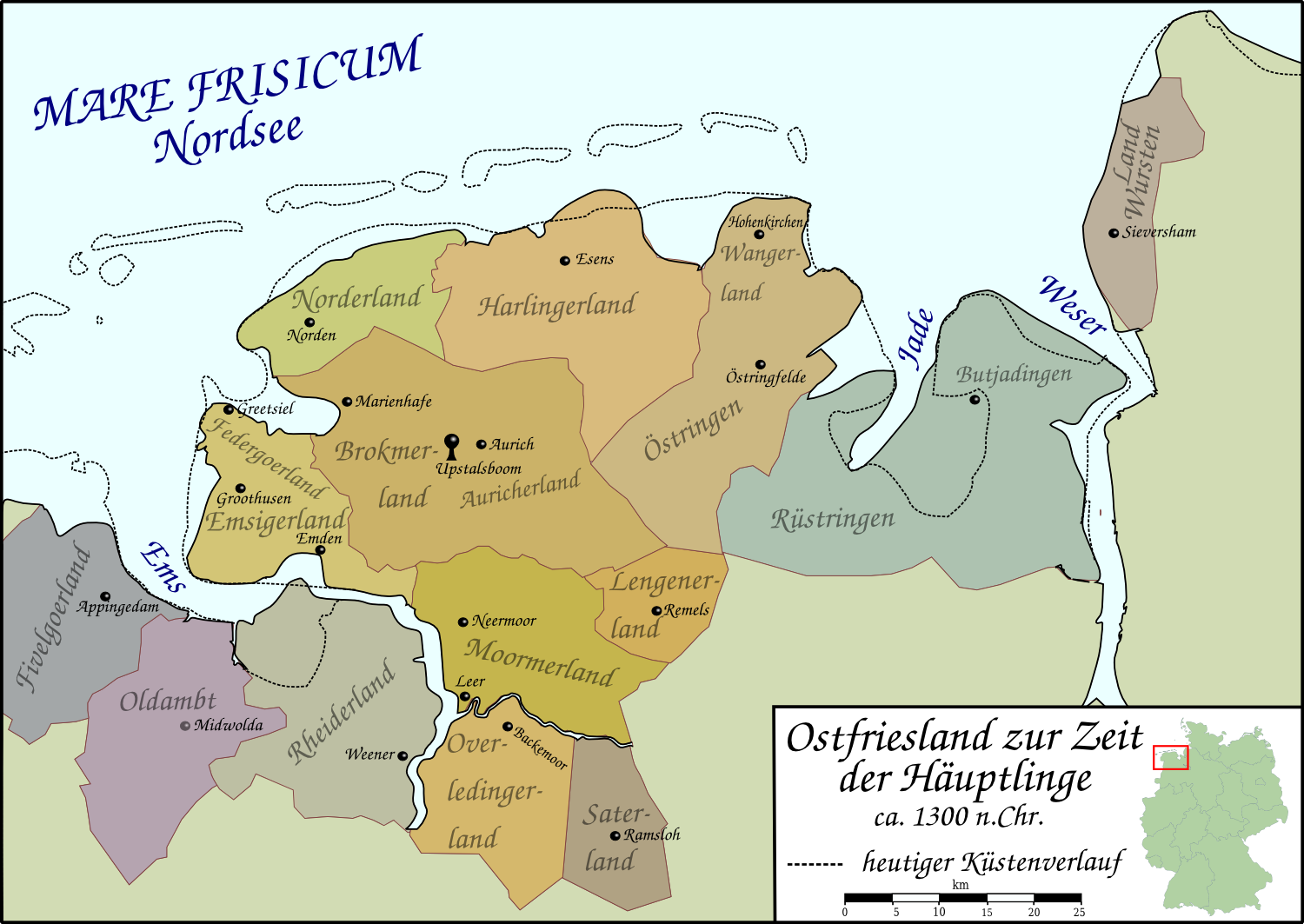
Ostfriesland zur Zeit des Häuptlingswesens.

Husseko Hayen (bezeugt 1367; † um 1384) war ein Ostfriesischer Häuptling im Stadland.

## Leben
Über das frühe Leben des Husseko Hayen ist nichts bekannt geworden. Zum ersten Mal wird er in einer Urkunde über einen Friedensschluss der Stadt Bremen mit dem Kirchspiel Rodenkirchen im Stadland vom 22. November 1367 als Husseko, Sohn des Hayo (filius Hayonis) erwähnt. Von den Leuten von Rodenkirchen wird er als unser Landsmann (noster conterraneus) bezeichnet. Die Kirche hatte er vermutlich als eine Art Festung ausgebaut und für Übergriffe auf die von Bremen kontrollierte Weserschifffahrt genutzt.
1384 nutzte er offenbar die Burg Hoskenwurt in Esenshamm als Stützpunkt und Ausgangspunkt für weitere Raubzüge, wohl wiederum auch gegen Bremen. Nach Bremer Urteil wurde die Kirche als Raubhaus angesehen und galt als die am stärksten befestigte Kirche im östlichen Friesland.
Husseko wird demnach über eine bedeutende Machtposition und gewichtigen Anhang im Stadland verfügt haben und reichte mit seiner kriegerischen Lebensführung deutlich über den sozialen Durchschnitt der Stadländer Bauern hinaus. Auch seine Ehe mit Jarste, der Schwester des in Rüstringen herrschenden Häuptlings – Edo Wiemken des Älteren (bezeugt ab 1382; † 1415), kennzeichnet seinen herausgehobenen sozialen Rang.
Als Husseko allerdings Jarste wegen einer anderen Frau verstieß, veranlasste dies wohl seinen Schwager im Mai 1384, in ein Bündnis mit der Stadt Bremen gegen ihn einzutreten. Weiterhin war Bremen auch mit dem Oldenburger Graf Konrads II. und einem weiteren Häuptling des Stadlands, Dide Lubben, gegen Husseko verbündet. Während Edo Rache für die Ehrenkränkung seiner Schwester suchte, versuchte Bremen den von Husseko und seinem Stadländer Anhang immer noch oder wieder schwer gestörten Verkehrsfrieden auf der Weser herzustellen. Im Juni 1384 wurde die Kirche von Esenshamm nach dreizehntägiger Belagerung gestürmt. Husseko wurde als Gefangener Edo Wiemken übergeben, der ihn zu Tode foltern ließ.